# Breakthrough Starshot

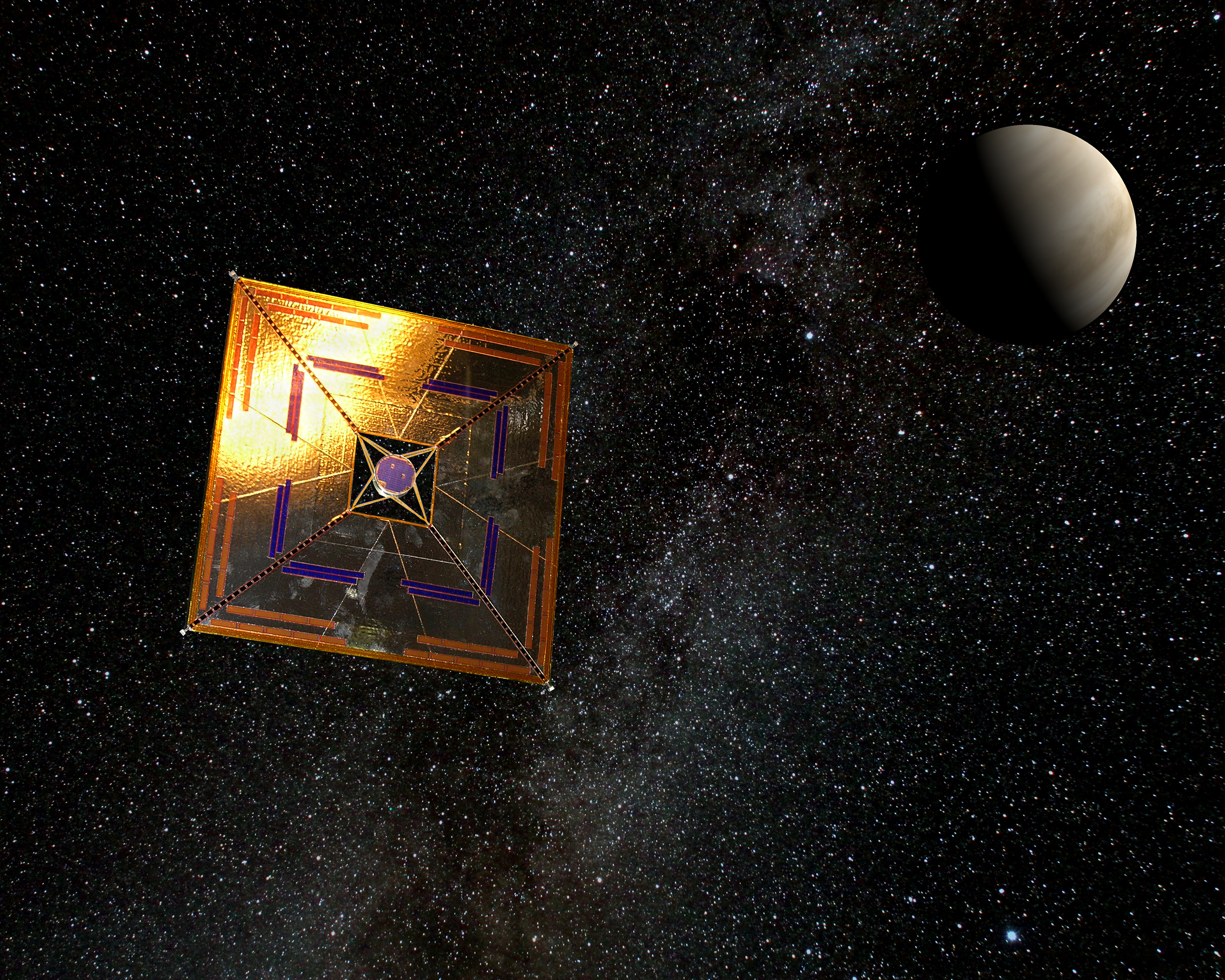
Vizualizace sluneční plachetnice IKAROS.

Breakthrough Starshot („průkopnický výstřel ke hvězdám“) je výzkumný projekt, který je součástí programu Breakthrough Initiatives. Cílem projektu je vyvinout flotilu slunečních plachetnic (pojmenovaných StarChip), které budou schopné doletět ke hvězdě Alfa Centauri vzdálené od Země 4,37 světelných roků. Během mise by sonda měly proletět také v blízkosti exoplanety Proxima Centauri b, planety o velikosti blízké Zemi, nacházející se v obyvatelné zóně mateřské hvězdy Proxima Centauri. Sluneční plachetnice by měla dosáhnout rychlosti mezi 15 % a 20 % rychlosti světla. Cesta by měla sluneční plachetnici zabrat mezi 20 a 30 lety, další 4 roky by měl trvat přenos zprávy ze sluneční plachetnice zpět na Zemi.
Koncept projektu byl popsán v článku A Roadmap to Interstellar Flight, jehož autorem je Philip Lubin z Kalifornské univerzity v Santa Barbaře. Vyslání plachetnice by vyžadovalo vybudovat soustavu zařízení schopných vyzařovat synchronizované laserové impulsy s celkovým výkonem až 100 GW.